# Polonia (uwertura)
Polonia (WWV 39) – uwertura na orkiestrę C-dur, skomponowana przez Richarda Wagnera w 1836 (gdy miał 23 lata). 
Wagner napisał tę uwerturę będąc pod wrażeniem jedności i odwagi Polaków w czasie powstania listopadowego, w dążeniu przez nich do wywalczenia niepodległości. Na powstanie utworu wpłynął fakt podróżujących przez jego rodzinny Lipsk oddziałów rozbitej armii polskiej, zmierzających ku Francji po upadku powstania, a także spotkaniem z jednym z jego bohaterów, hrabią Wincentym Tyszkiewiczem. W roku 1832 uczestniczył natomiast w urządzonych przez emigrantów obchodach rocznicy trzeciomajowej, słuchając polskich pieśni patriotycznych. 
W utwór wkomponowane są fragmenty polskich dzieł Witaj, majowa jutrzenko, Mazurka Dąbrowskiego i Litwinki, czyli hymnu legionistów litewskich (dobrze znanej w 1 połowie XIX wieku patriotycznej pieśni autorstwa Karola Kurpińskiego).